# L'Armure maudite
 (mars 2017).
Si vous disposez d'ouvrages ou d'articles de référence ou si vous connaissez des sites web de qualité traitant du thème abordé ici, merci de compléter l'article en donnant les références utiles à sa vérifiabilité et en les liant à la section « Notes et références ».
L'Armure maudite est un roman policier de Serge Brussolo, paru en 1992.
Il s'agit de la suite du roman Le Château des poisons.

## Résumé
Un monde de légende où le chevalier errant n'est qu'un pion livré à la toute-puissance des dieux anciens...
Un monde où l'épée affronte les sortilèges des premiers âges...
Un monde où la pierre parle, l'arbre voit, le dragon veille...
Gilles, le jeune écuyer, voit mourir son maître au cours d'un tournoi. Devenu la propriété du vainqueur, le voilà contraint de servir l'étrange chevalier à l'armure couverte de rouille, dont personne n'a vu le visage. Ce guerrier invincible souffre, dès la nuit tombée, de maux inexplicables et terrifiants. Peu à peu le doute s'empare de Gilles : y a-t-il seulement quelqu'un à l'intérieur de la cuirasse ? ou serait-il devenu le valet d'un fantôme ?

## Critique
Roman plein de rebondissements, on[Qui ?] peut lui reprocher un certain manque de sens du rythme. La vision de la vie des chevaliers errants du Moyen Âge est néanmoins bien rendue[Selon qui ?].

## Éditions imprimées
- Serge Brussolo, L'Armure maudite, Paris, Gérard de Villiers, coll. « Heroic fantasy » (no 12), 1992, 186 p. (ISBN 978-2-7386-0276-3, BNF 35563617)
- Serge Brussolo, L'Armure de vengeance : Le harnois de faide, Paris, Éditions du Masque, 1998, 306 p. (ISBN 978-2-7024-7874-5, BNF 36201659)
- Serge Brussolo, L'Armure de vengeance : Le harnois de faide, Paris, Librairie générale française, coll. « Le Livre de poche » (no 17096), 2000, 316 p. (ISBN 978-2-253-17096-9, BNF 37087391)

## Livre audio
- Serge Brussolo, L'Armure de vengeance, La Roque-sur-Pernes, Éditions VDB, 1998 (ISBN 978-2-87821-652-3)Série « Jehan de Montpéril », vol. 2 ; texte intégral ; narrateur : Yves Mugler ; musique : Thierry Duhamel ; support : 8 cassettes audio (2 coffrets de 4 cassettes) ; durée : 10 h 1 min environ. Livre audio apparemment non réédité sous forme de disques compacts audio.